# Lituya Mountain
Pour les articles homonymes, voir Lituya.
Lituya Mountain est un sommet du chaînon Fairweather en Alaska, situé au sud du mont Fairweather. C'est sur ses pentes est que commence le glacier Johns Hopkins. Il partage sur son flanc ouest un large cirque avec le mont Fairweather, le mont Quincy Adams et le mont Salisbury, sur lequel prend naissance le glacier Fairweather. Le glacier Lituya s'étend sur le flanc sud de la montagne, et se dirige vers la baie Lituya sur la côte de l'océan Pacifique.

## Le tremblement de terre de 1958

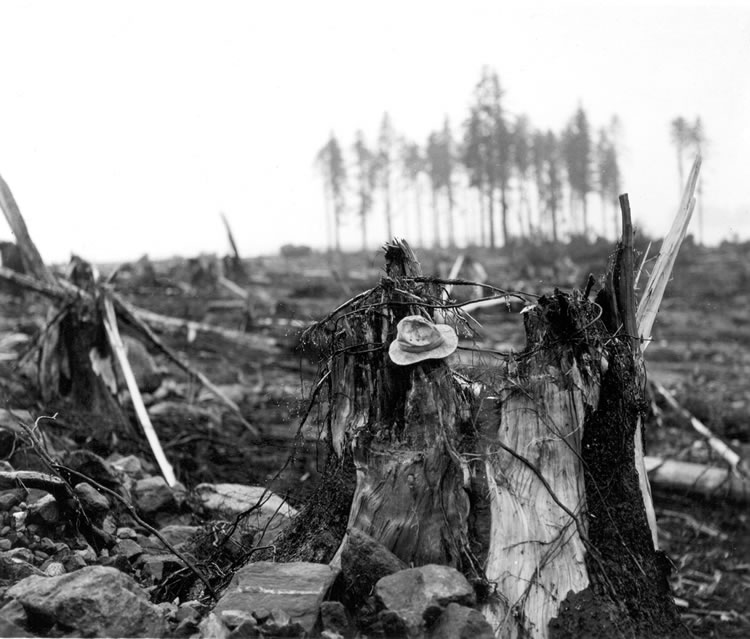
Dommages occasionnés par le tsunami de 1958.

Le 9 juillet 1958, un tremblement de terre le long de la faille transformante Fairweather a provoqué une chute de plusieurs millions de mètres cubes de rochers au-dessus de la baie Lituya, occasionnant un important tsunami qui a dévasté la totalité de la baie.